# Waiting for the Barbarians
Waiting for the Barbarians és una pel·lícula dramàtica de 2019 dirigida per Ciro Guerra, la seva primera pel·lícula com a director en anglès. La pel·lícula està basada en la novel·la homònima de J. M. Coetzee. La protagonitzen Mark Rylance, Johnny Depp, Robert Pattinson, Gana Bayarsaikhan i Greta Scacchi.
La pel·lícula es va presentar al Festival de Cinema de Venècia el 6 de setembre de 2019 i es va estrenar als cinemes dels Estats Units el 7 d'agost de 2020 per Samuel Goldwyn Films.

## Argument
En un desert sense nom i en un temps incert, un magistrat governa un fort que marca la frontera de l'Imperi. El poder central s'inquieta amb una invasió bàrbara i envia el coronel Joll sobre el terreny, un torturador de la pitjor classe. Entre els homes i les dones dutes i torturades al fort, una adolescent ferida capta l'atenció del magistrat, que fuig amb ella. Tanmateix, després del rebuig del poble nòmada de què ella és originària, el magistrat se'n torna amb els seus. Acusat de traïció, passarà al seu torn per les mans del botxí.

## Repartiment
- Johnny Depp com a coronel Joll[5][6]
- Mark Rylance com a magistrat
- Robert Pattinson com a oficial Mandel[7]
- Gana Bayarsaikhan com «la noia»
- Greta Scacchi com a Mai
- David Dencik com l'oficinista
- Sam Reid com a tinent
- Harry Melling com a soldat de guarnició 4
- Bill Milner com a soldat de guarnició 5